# تيم هوفي
تيم هوفي (بالإنجليزية: Tim Hovey)‏ مواليد 19 يونيو 1945 في لوس أنجلوس - الوفاة 9 سبتمبر 1989 في واتسونفيل، الولايات المتحدة، هو ممثل أمريكي بدأ مسيرته الفنية سنة 1955. امتدت مسيرته الفنية لأكثر من 34 عاما. ظهر في مسلسل لاسي (1955) (بدور: مالكولم).

## روابط خارجية
- تيم هوفي على موقع IMDb (الإنجليزية)
- تيم هوفي على موقع ميوزك برينز (الإنجليزية)
- تيم هوفي على موقع ديسكوغز (الإنجليزية)
- تيم هوفي على موقع قاعدة بيانات الفيلم (الإنجليزية)